# Tiago Bezerra
Tiago Queiroz Bezerra hay còn được biết với tên Tiago Bezerra (sinh ngày 17 tháng 2 năm 1987), là một tiền đạo bóng đá người Brasil hiện tại thi đấu cho FC Pakhtakor Tashkent.

## Danh hiệu

### Cá nhân
- Đôi giày vàng Kuwait Federation Cup 2015-16: 5 bàn
- Cầu thủ xuất sắc nhất Kuwait Federation Cup 2015-16